# Pyrilia
A Pyrilia a madarak osztályának papagájalakúak (Psittaciformes) rendjébe és a papagájfélék (Psittacidae) családjába tartozó nem. Egyes szervezetek a Pionopsitta nembe sorolják ezeket a fajokat is.

## Rendszerezésük
A nemet Charles Lucien Jules Laurent Bonaparte francia ornitológus írta le 1856-ben, az alábbi fajok tartoznak ide:
- Kopasz papagáj (Pyrilia aurantiocephala)
- Narancsarcú papagáj (Pyrilia barrabandi)
- Caica-papagáj (Pyrilia caica)
- Vörösfülű papagáj (Pyrilia haematotis)
- Rózsásarcú papagáj (Pyrilia pulchra)
- Sáfrányfejű papagáj (Pyrilia pyrilia)
- Keselyűfejű papagáj (Pyrilia vulturina)

## Előfordulásuk
Mexikó, Közép-Amerika és Dél-Amerika területén honosak. Természetes élőhelyeik a szubtrópusi vagy trópusi esőerdők és mocsári erdők. Állandó, nem vonuló fajok.

## Megjelenésük
Átlagos testhosszuk 23-25 centiméter közötti.